# 五裂叉蕨
五裂叉蕨（学名：Tectaria quinquefida）为叉蕨科叉蕨属下的一个种。